# خنكة
خنكة أو خنقة منطقة عراقية في شمال ناحية بصية في قضاء السلمان في محافظة المثنى في البادية العراقية بجنوب العراق، بين منطقة نبعة شمالاً ومنطقة أبي غار جنوباً. ذكر مكي الجميل في كتابه (البدو والقبائل الرحالة في العراق) المنشور سنة 1956م مناطقَ آبار عشيرة الضفير وذكر أن اخنكة لفرقة الذرعان والجواسم".